# Championnat d'Asie féminin de basket-ball des moins de 16 ans 2015
Navigation
Sri Lanka 2013 Inde 2017
Le championnat d'Asie féminin de basket-ball des moins de 16 ans 2015 se déroule à Medan en Indonésie du 2 au 9 août 2015. Il s'agit de la quatrième édition de la compétition, instaurée en 2009.

## Équipes participantes

### Qualifications

#### Niveau I
6 équipes, issues du Championnat d'Asie U16 de l'édition précédente, sont qualifiées pour ce niveau.
| Mode de qualification                                                                     | Places | Nations qualifiées              |
| ----------------------------------------------------------------------------------------- | ------ | ------------------------------- |
| Demi-finalistes du Championnat d'Asie U16 2013                                            | 4      | Chine Japon Corée du Sud Taïwan |
| Vainqueurs des barrages de qualifications pour le Niveau I du Championnat d'Asie U16 2015 | 2      | Inde Thaïlande                  |

#### Niveau II
6 équipes, issues du Championnat d'Asie U16 de l'édition précédente, sont qualifiées pour ce niveau.
| Mode de qualification               | Places | Nations qualifiées                                  |
| ----------------------------------- | ------ | --------------------------------------------------- |
| Hôte du championnat d'Asie U16 2015 | 1      | Indonésie                                           |
| 5 équipes de la FIBA Asie           | 5      | Hong Kong Kazakhstan Malaisie Ouzbékistan Singapour |

## Rencontres

### Premier tour
Légende des classements
- Qualifié pour les demi-finales
- Repêché en barrages de qualifications pour le Niveau I

#### Niveau I
| Rang | Équipe       | Pts | J | G | P | Pp  | Pc  | Diff |  | Résultats (dom.\ext.) |   |       |       |       |        |        |
| ---- | ------------ | --- | - | - | - | --- | --- | ---- |  | --------------------- | - | ----- | ----- | ----- | ------ | ------ |
| 1    | Chine        | 10  | 5 | 5 | 0 | 428 | 221 | 207  |  | Chine                 |   | 61-47 | 78-53 | 93-39 | 100-50 | 96-32  |
| 2    | Japon        | 9   | 5 | 4 | 1 | 453 | 263 | 190  |  | Japon                 | - |       | 99-56 | 86-64 | 108-43 | 113-39 |
| 3    | Corée du Sud | 8   | 5 | 3 | 2 | 381 | 347 | 34   |  | Corée du Sud          | - | -     |       | 95-44 | 80-74  | 97-52  |
| 4    | Taïwan       | 7   | 5 | 2 | 3 | 320 | 392 | -72  |  | Taïwan                | - | -     | -     |       | 81-70  | 92-48  |
| 5    | Thaïlande    | 6   | 5 | 1 | 4 | 327 | 427 | -100 |  | Thaïlande             | - | -     | -     | -     |        | 90-58  |
| 6    | Inde         | 5   | 5 | 0 | 5 | 229 | 488 | -259 |  | Inde                  | - | -     | -     | -     | -      |        |

#### Niveau II
| Rang | Équipe      | Pts | J | G | P | Pp  | Pc  | Diff |  | Résultats (dom.\ext.) |   |       |       |       |       |       |
| ---- | ----------- | --- | - | - | - | --- | --- | ---- |  | --------------------- | - | ----- | ----- | ----- | ----- | ----- |
| 1    | Hong Kong   | 10  | 5 | 5 | 0 | 342 | 205 | 137  |  | Hong Kong             |   | 54-47 | 49-43 | 71-32 | 80-50 | 88-33 |
| 2    | Indonésie   | 8   | 5 | 3 | 2 | 280 | 240 | 40   |  | Indonésie             | - |       | 52-46 | 50-49 | 45-48 | 86-43 |
| 3    | Singapour   | 8   | 5 | 3 | 2 | 274 | 245 | 29   |  | Singapour             | - | -     |       | 49-42 | 76-63 | 60-39 |
| 4    | Malaisie    | 7   | 5 | 2 | 3 | 282 | 303 | -21  |  | Malaisie              | - | -     | -     |       | 87-80 | 72-53 |
| 5    | Kazakhstan  | 7   | 5 | 2 | 3 | 310 | 326 | -16  |  | Kazakhstan            | - | -     | -     | -     |       | 69-38 |
| 6    | Ouzbékistan | 5   | 5 | 0 | 5 | 206 | 375 | -169 |  | Ouzbékistan           | - | -     | -     | -     | -     |       |

### Tableau final
|  | Demi-finales | Demi-finales | Demi-finales | Demi-finales |                               |       | Finale      | Finale      | Finale      | Finale      |
|  |              |              |              |              |                               |       |             |             |             |             |
|  | 8 août 2015  | 8 août 2015  | 8 août 2015  | 8 août 2015  |                               |       | 9 août 2015 | 9 août 2015 | 9 août 2015 | 9 août 2015 |
|  | 1            | Chine        | 89           | 89           |                               |       | 9 août 2015 | 9 août 2015 | 9 août 2015 | 9 août 2015 |
|  | 1            | Chine        | 89           | 89           |                               |       | 9 août 2015 | 9 août 2015 | 9 août 2015 | 9 août 2015 |
|  | 4            | Taïwan       | 46           | 46           |                               |       | 9 août 2015 | 9 août 2015 | 9 août 2015 | 9 août 2015 |
|  | 4            | Taïwan       | 46           | 46           | Chine                         | Chine | 95          | 95          |             |             |
|  | 8 août 2015  |              |              |              | Chine                         | Chine | 95          | 95          |             |             |
|  |              |              | Japon        | Japon        | 72                            | 72    |             |             |             |             |
|  | 2            | Japon        | Japon        | Japon        | 72                            | 72    | 64          | 64          |             |             |
|  | 2            | Japon        |              |              |                               |       |             | 64          |             |             |
|  | 3            | Corée du Sud | 55           | 55           |                               |       |             |             |             |             |
|  | 3            | Corée du Sud | 55           | 55           | Match pour la troisième place |       |             |             |             |             |
|  |              |              |              |              |                               |       |             |             |             |             |
|  | 9 août 2015  |              |              |              |                               |       |             |             |             |             |
|  | Taïwan       | Taïwan       | 52           | 52           |                               |       |             |             |             |             |
|  | Taïwan       | Taïwan       | 52           | 52           |                               |       |             |             |             |             |
|  | Corée du Sud | Corée du Sud | 60           | 60           |                               |       |             |             |             |             |
|  | Corée du Sud | Corée du Sud | 60           | 60           |                               |       |             |             |             |             |

### Barrages de qualifications pour leNiveau I
Les gagnants de ces 2 matchs sont promus au Niveau I du Championnat d'Asie U16 2017.
| 8 août 2015 13 h 00 UTC+07:00 | Rapport | Inde                                              | 44-66 | Hong Kong |  | Angkasapura Lanud Hall, Medan |
| 8 août 2015 13 h 00 UTC+07:00 | Rapport | Score par quart-temps : 11-15, 11-18, 13-18, 9-15 |       |           |  | Angkasapura Lanud Hall, Medan |

| 8 août 2015 15 h 00 UTC+07:00 | Rapport | Thaïlande                                        | 74-60 | Indonésie |  | Angkasapura Lanud Hall, Medan |
| 8 août 2015 15 h 00 UTC+07:00 | Rapport | Score par quart-temps : 17-16, 25-7, 16-9, 16-28 |       |           |  | Angkasapura Lanud Hall, Medan |

## Classement final
| Place                    | Équipe       | Vict.-Déf. |
| ------------------------ | ------------ | ---------- |
| Médaille d'or, Asie      | Chine        | 7 - 0      |
| Médaille d'argent, Asie  | Japon        | 5 - 2      |
| Médaille de bronze, Asie | Corée du Sud | 4 - 3      |
| 4                        | Taïwan       | 2 - 5      |
| 5                        | Thaïlande    | 2 - 4      |
| 6                        | Inde         | 0 - 6      |
| 7                        | Hong Kong    | 6 - 0      |
| 8                        | Indonésie    | 3 - 3      |
| 9                        | Singapour    | 3 - 2      |
| 10                       | Malaisie     | 2 - 3      |
| 11                       | Kazakhstan   | 2 - 3      |
| 12                       | Ouzbékistan  | 0 - 5      |

- Qualification pour la Coupe du Monde U17 2016

## Leaders statistiques

### Points
| Place | Nom                 | Équipe       | PPM  |
| ----- | ------------------- | ------------ | ---- |
| 1     | Yueru Li            | Chine        | 22,1 |
| 2     | Rattiyakorn Udomsuk | Thaïlande    | 18,0 |
| 3     | Jayne Jing Yi Chan  | Singapour    | 15,8 |
| 4     | Madina Baibolekova  | Kazakhstan   | 14,5 |
| 5     | Sohee Lee           | Corée du Sud | 14,0 |

### Rebonds
| Place | Nom               | Équipe       | RPM  |
| ----- | ----------------- | ------------ | ---- |
| 1     | Elvira Salavatova | Ouzbékistan  | 19,2 |
| 2     | Yueru Li          | Chine        | 16,1 |
| 3     | Jie Ying Choo     | Singapour    | 13,0 |
| 4     | Suet Ying Foo     | Malaisie     | 11,6 |
| 4     | Hyunji Park       | Corée du Sud | 11,6 |

### Passes décisives
| Place | Nom                  | Équipe     | PDPM |
| ----- | -------------------- | ---------- | ---- |
| 1     | Jiaqi Wang           | Chine      | 4,1  |
| 2     | Shan Li              | Chine      | 4,0  |
| 3     | Madina Baibolekova   | Kazakhstan | 3,8  |
| 4     | Nishanthi Masilamani | Inde       | 3,7  |
| 5     | Izumi Abe            | Japon      | 3,4  |

### Contres
| Place | Nom               | Équipe      | CPM |
| ----- | ----------------- | ----------- | --- |
| 1     | Jie Ying Choo     | Singapour   | 4,8 |
| 2     | Elvira Salavatova | Ouzbékistan | 2,4 |
| 3     | Yueru Li          | Chine       | 1,6 |
| 4     | Haruki Takahara   | Japon       | 1,4 |
| 4     | Katerina Ejova    | Ouzbékistan | 1,4 |
| 4     | Suet Ying Foo     | Malaisie    | 1,4 |

### Interceptions
| Place | Nom                | Équipe       | IPM |
| ----- | ------------------ | ------------ | --- |
| 1     | Tiara Denaya       | Indonésie    | 4,3 |
| 2     | Madina Baibolekova | Kazakhstan   | 3,8 |
| 3     | Nga Man Wong       | Hong Kong    | 3,5 |
| 4     | Meng Hsin Chen     | Taïwan       | 3,0 |
| 4     | Hyunji Park        | Corée du Sud | 3,0 |

### Évaluation
| Place | Nom                 | Équipe      | EPM  |
| ----- | ------------------- | ----------- | ---- |
| 1     | Yueru Li            | Chine       | 27,7 |
| 2     | Elvira Salavatova   | Ouzbékistan | 23,0 |
| 3     | Jie Ying Choo       | Singapour   | 19,4 |
| 4     | Rattiyakorn Udomsuk | Thaïlande   | 19,2 |
| 5     | Lingge Zhang        | Chine       | 17,6 |